# Alain Beaulieu
Pour les articles homonymes, voir Beaulieu.
Alain Beaulieu (né en 1962) est un écrivain, professeur et éditeur québécois ayant grandi et vivant à Québec.

## Biographie
Alain Beaulieu est né à Québec en 1962. Il passe son enfance dans le quartier Saint-Sauveur. Il est un élève du Petit Séminaire de Québec.
Il est écrivain, directeur littéraire aux éditions Druide et professeur titulaire au Département de littérature, théâtre et cinéma de l'Université Laval à Québec, une ville qui traverse également son œuvre littéraire. À l'Université Laval, il a été directeur du programme de création littéraire, puis vice-doyen aux études de la Faculté des lettres et des sciences humaines et vice-doyen de la Faculté des études supérieures et postdoctorales. En 2022, il devient directeur du nouveau programme de diplôme d'études supérieures spécialisées (DESS) en création littéraire.

### Écriture
Il publie d'abord des nouvelles dans la revue STOP de Montréal, puis plusieurs romans aux éditions Québec Amérique : Fou-Bar en 1997, Le Dernier Lit en mars 1998, Le Fils perdu en novembre 1999, et Le Solo d’André en 2002, un roman pour la jeunesse qui figure au palmarès 2002-2003 de l’organisme Communication-Jeunesse. Intitulé Le Joueur de quilles, son cinquième roman paraît en mars 2004. Il se retrouve en nomination pour le prix des cinq continents de la francophonie, pour le Prix de création littéraire Bibliothèque de Québec - Salon international du livre de Québec et pour le Prix des abonnés de la Bibliothèque de Québec.
Son roman pour la jeunesse Aux portes de l'Orientie paraît à l'automne 2005. Ce livre remporte le Prix de création littéraire Bibliothèque de Québec - Salon international du livre de Québec 2006, catégorie jeunesse. Le second tome de cette série intitulé Sous le soleil de Port-au-prince parait en avril 2007.
En octobre 2006, il publie La Cadillac blanche de Bernard Pivot, une affabulation littéraire réunissant des écrivains québécois et français dans un restaurant de Paris. Ce roman obtient le Prix de création littéraire Ville de Québec - Salon international du livre de Québec 2007.
Il écrit pour le théâtre Un Totem planté tout croche et Tant pis, une pièce qui est lue au Théâtre d'Aujourd'hui de Montréal en décembre 2002. Sa pièce intitulée Materna est mise en lecture publique au Théâtre Périscope en décembre 2005.
À l'automne 2009, il publie Terres amères dans la collection Mains libres de Québec Amérique. Ce livre regroupe Materna et Tant pis. À la même période, il publie le troisième tome de sa série Jade et Jonas intitulé Les Soleils bleus de Centralie. Son roman Le Postier Passila est publié en mai 2010 aux éditions Actes Sud (France). Il fait son entrée en librairie au Québec le 22 septembre 2010 (Actes Sud / Leméac). Il publie l'un des cinq premiers titres des éditions Druide en septembre 2012 avec un roman intimiste intitulé Quelque part en Amérique,. En mars 2014, il publie Le Festin de Salomé, toujours aux éditions Druide, puis, en mars 2016, L'Interrogatoire de Salim Belfakir. En janvier 2018, il fait paraître Malek et moi, un roman autofictionnel où il raconte sa rencontre avec une femme à qui on n'avait jamais dit qu'elle mourrait deux fois. Son roman Vision de Manuel Mendoza paraît en février 2020, et il publie la même année Novembre avant la fin, un essai-fiction sur la création littéraire. En février 2022, il publie Le Refuge, qui remporte le Prix France-Québec 2023 et qui est publié aux éditions Liana Levi en avril 2024. Son plus récent roman pour les adultes s'intitule Solène en trois actes (2023). En février 2025, il a fait paraître un roman pour la jeunesse intitulé L'Énigmatique Monsieur Poulin.

### Autres activités
Alain Beaulieu dirige la collection Alinéa aux éditions Druide.
Il dirige la revue Le Crachoir de Flaubert, qui se consacre à la création littéraire en elle-même et à la réflexion universitaire à son sujet.
Il est membre du Collège de nouveaux chercheurs et créateurs en arts et en science de la Société royale du Canada,.

## Œuvres

### Romans
- Fou-Bar, Éditions Québec Amérique, premier trimestre de 1997, 228 p.  (ISBN 978-2-89037-897-1).
- Le Dernier lit, Éditions Québec Amérique, premier trimestre de 1998, 218 p.  (ISBN 978-2-89037-948-0).
- Le Fils perdu, Éditions Québec Amérique, quatrième trimestre de 1999, 403 p.  (ISBN 978-2-7644-0001-2)
- Le Solo d'André, roman jeunesse, Éditions Québec Amérique, deuxième trimestre de 2002, 96 p. (classé quatrième au palmarès de Communication-Jeunesse)  (ISBN 978-2-7644-0151-4)
- Le Joueur de quilles, roman, Éditions Québec Amérique, premier trimestre de 2004, 262 p. (en nomination pour le Prix des cinq continents de la francophonie 2004 ; pour le Prix de la Ville de Québec ; pour le Prix du Salon du livre de Québec 2005 et pour le Prix des abonnés de la Bibliothèque de Québec 2004)  (ISBN 978-2-7644-0268-9)
- Aux portes de l'Orientie, roman jeunesse, éditions Québec Amérique, octobre 2005, 272 p. (Prix de la Ville de Québec et du Salon du livre de Québec 2006 et choisi pour le concours « Lisez entre les lignes » de VRAK-TV)  (ISBN 978-2-7644-0434-8)
- La Cadillac blanche de Bernard Pivot, roman, Éditions Québec Amérique, coll. « Mains libres », 2006, 237 p. (Prix de la Ville de Québec et du Salon du livre de Québec 2007)  (ISBN 978-2-7644-0500-0)
- Sous le soleil de Port-au-Prince, roman jeunesse, Éditions Québec Amérique, 2007, 272 p.  (ISBN 978-2-7644-0551-2)
- Les Soleils bleus de Centralie, roman jeunesse, Éditions Québec Amérique, 2009, 223 p. (ISBN 978-2-7644-0669-4)
- Le Postier Passila, roman, Actes Sud, 2010, 192 p.  (ISBN 978-2-7427-9118-7)
- Quelque part en Amérique, roman, Druide, 2012, 215 p.  (ISBN 978-2-89711-001-7)
- Le Festin de Salomé, roman, Druide, mars 2014,  (ISBN 9782897110871)
- L'Interrogatoire de Salim Belfakir, roman, Druide, mars 2016,  (ISBN 9782897112714)
- Malek et moi, roman, Druide, janvier 2018,  (ISBN 9782897114022)
- Visions de Manuel Mendoza, roman, Druide, 2020,  (ISBN 978-2-89711-508-1)
- Le Refuge, roman, Druide  (ISBN 9782897116064)
- Solène en trois actes, roman, Druide  (ISBN 9782897116842)
- L'Énigmatique Monsieur Poulin, roman jeunesse, Druide  (ISBN 9782897117429)

### Essai-fiction
- Tu écriras encore demain, essai-fiction sur la création littéraire, édition numérique, 2016,  (ISBN 9782981622303)
- Novembre avant la fin, Montréal, Hamac, 2020, 84 p.  (ISBN 9782925087007)

### Nouvelles
- « Un Ange protecteur », publiée dans le numéro 127 de la revue STOP.
- « Les Sorcières du rang croche », s'est méritée à titre de finaliste l'attention du jury du concours littéraire 1994 du Cercle littéraire des Basses-Laurentides et fut publiée dans le numéro 141 de la revue STOP.
- « La Foi des faibles », publiée dans le numéro 147 de la revue STOP.
- « Le Grand Ménage », dans le journal Voir, volume 8, numéro 42, octobre 1999
- « Sur les quais », dans le magazine Autrement dit, volume 3, numéro 2, été 2000.
- « En bas de la côte », quatre nouvelles écrites pour la chaîne culturelle de Radio-Canada dont l'action se déroule dans la ville de Québec.
- « Sans-abri », dans Récits de la fête, Éditions Québec Amérique, 2000, 258 p.  (ISBN 978-2-7644-0049-4)
- « Une déposition », dans la  revue Alibis, numéro 3, avril 2002.
- « Portrait judéo-chrétien d'un automne à Québec », dans la revue Au Québec, numéro 2, automne 2002.
- Boulevard Langelier, dans la revue Alibis, numéro 6, printemps 2003.
- « Quasiment fou », dans l'hebdo Ici Montréal, vol. 9, no 40, juin 2006.
- « Nuit d’encre », pour « Montréal en lumière » à la Bibliothèque Nationale, mars 2008.
- « Soirée d’hiver, avenue Moncton », in revue Alibis no 27, vol. 7, no 3, été 2008.
- « Rue Hermine », suivie de « Boulevard Langelier », dans la revue Rampike de Toronto, numéro spécial, vol. 17 no 1, septembre 2008.
- « Le Dernier Chapitre », dans la revue Études littéraires, « Les Voix intérieures », volume 39, no 3, automne 2008 (publié en avril 2009).
- « Te dire comment il est mort », dans le numéro 126 de la revue Mœbius, « Dignité / Intégrité », septembre 2010.
- « Apéritif pour un colloque annoncé », revue Le Crachoir de Flaubert, publié le 2 mars 2012
- « Le Vieux-chemin », dans le numéro 29 de la revue Zinc, juin 2013
- « Le Tunnel », dans le no 138 de la revue Moebius, octobre 2013
- « Disparaître, encore une fois », pour l'exposition De l'image à l'écrit, Festival Québec en toutes lettres, automne 2017
- « Mignonne », pour le projet L'armoire aux rêves, Mois de la poésie - Bibliothèque de Québec - automne 2017 -
- « Pïs ça continue…», texte lu lord du Grand Banquet de Folie/culture, 10 novembre 2017
- La chaînette, nouvelle pour Ceci n’est pas une pub, festival Québec en toutes lettres, juillet 2020, repris à Trois-Rivières et au Saguenay en 2021
- Dans le pli de mon ventre, dans le collectif Épidermes, éditions Tête Première, février 2021
- Dix nouvelles, écrites dans le cadre du projet Constellations de la Maison de la littérature de Québec, avril 2021

### Théâtre
- Un totem planté tout croche (disponible au CEAD)
- Tant pis, pièce déposée au CEAD en octobre 2002 qui a été lue lors de la Semaine de la dramaturgie au Théâtre d’aujourd’hui en décembre 2002.
- Materna, pièce produite en lecture publique en décembre 2005 au Théâtre Périscope de Québec.
- Terres amères, textes pour le théâtre, éditions Québec Amérique, collection Mains libres, septembre 2009, 252 pages,  (ISBN 978-2-7644-0696-0).

### Articles
- « Voyage vers un massacre… », dans la revue Nuit Blanche, no 100, automne 2005.
- Rédaction de recensions pour le Dictionnaire des œuvres littéraires du Québec (DOLQ) – Université Laval.
- Texte de présentation, revue Études littéraires, « Les Voix intérieures », volume 39, no 3, automne 2008 (publié en avril 2009).
- « Les fantômes de l'hôtel de ville de Québec », paru dans Le Devoir des écrivains, 17 novembre 2010.
- « Apéritif pour un colloque annoncé », revue Le Crachoir de Flaubert, 2 mars 2012
- « Je suis écrivain. Je suis professeur. », revue Le Crachoir de Flaubert, 25 février 2013
- « Une affection particulière… », revue Québec français, no 173, automne 2014
- « Tu es poussières… », revue Le Crachoir de Flaubert, 22 février 2016
- « Vivre, écrire, penser, enseigner, ou : pour en finir avec les théories de la création littéraire », revue Contre jour, numéro 42, printemps-été 2017

### Documents audionumériques
- « Je vous entends écrire », une série de trente et un entretiens d'une heure avec des écrivains de la région de Québec, produite et animée par Alain Beaulieu. Ces enregistrements inédits avec des auteurs importants de notre époque sont disponibles sur CD.

Invités
- Claire Martin
- Madeleine Ferron
- Denis Côté
- André Ricard
- Gilles Pellerin
- Jean-Jacques Pelletier
- Esther Croft
- Anique Poitras
- Andrée-A. Michaud
- Christiane Lahaie
- Christiane Frenette
- Stanley Péan
- Aude
- Julie Stanton
- Luc Bureau
- Guy Cloutier
- Jean Désy
- Camille Bouchard
- Renaud Longchamp
- Line Arsenault
- Alix Renaud
- Robert Jasmin
- Gabriel Lalonde
- Jacques Ouellet
- Michel Pleau
- Stella Goulet
- Paul Ohl
- Sylvie Chaput
- Marc Chabot
- Serge Lamothe
- Alain Beaulieu

### Entretiens et enregistrement
- Entretiens avec les écrivains Mathieu Terence, Patrick Goujon, François Thibaux, Hossein Sharang et François Bon, disponibles sur CD dans le réseau des bibliothèques de la Ville de Québec (une production de l’Institut canadien de Québec).
- Entretien d'une heure avec Jacques Poulin diffusé sur les ondes de CKRL, à Québec, dans le cadre de l'émission 30 ans de littérature à Québec en avril 2004 (disponible sur CD).
- Enregistrement du spectacle « Nu dans la nuit des temps » (lecture des textes d'Alain Beaulieu par les comédiens France Larochelle et Christian Michaud, accompagnés au piano par l’auteur). Disponible sur CD, durée : 1h20.

## Prix et honneurs
- 2004 : lauréat du Prix des cinq continents de la francophonie - Finaliste (Le Joueur de quilles)
- 2006 : lauréat du Prix littéraire ville de Québec / Salon international du livre de Québec - section jeunesse (Aux Portes de l'Orientie)[13]
- 2007 : lauréat du Prix littéraire ville de Québec / Salon international du livre de Québec - littérature générale (La Cadillac blanche de Bernard Pivot)
- 2008 : lauréat du Prix des abonnés du réseau des bibliothèques de Québec - Finaliste (Sous le soleil de Port-au-Prince)
- 2011 : lauréat du Prix littéraire ville de Québec / Salon international du livre de Québec - Finaliste (Le Postier Passila)
- 2011 : lauréat du Prix littéraire du Gouverneur général du Canada - Finaliste (Le Postier Passila)
- 2011 : lauréat du Prix à la création du Conseil des Arts et des lettres du Québec[10]
- 2014 : lauréat du Prix d'excellence des Arts et de la Culture dans la catégorie Prix de L’Institut Canadien de Québec
- 2017 : lauréat du Prix du roman 2017 des Écrivains francophones d’Amérique - mention d'excellence pour L'Interrogatoire de Salim Belfakir[10]
- 2017 : lauréat du Prix littéraire France Québec - finaliste (L'Interrogatoire de Salim Belfakir)[10]
- 2023 : lauréat du Prix littéraire France Québec - roman (Le refuge)[14].